# Marginal Pinheiros

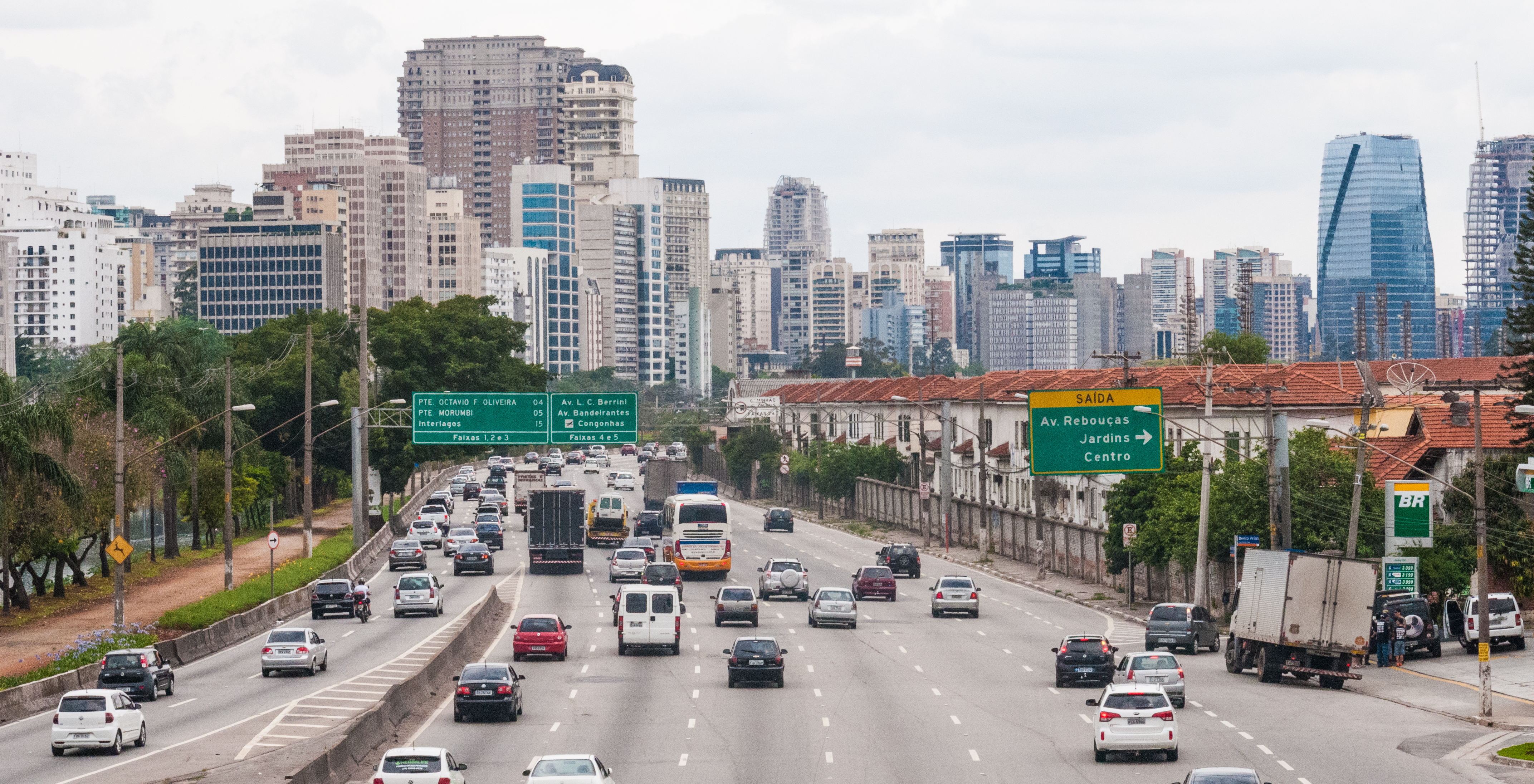
Marginal Pinheiros próximo ao Jockey Club de São Paulo.

La Marginal Pinheiros (oficialmente denominada SP-015 o Vía Profesor Simão Faiguenboim) es el conjunta de avenidas que corren paralelas al río Pinheiros en la ciudad de São Paulo, Brasil, formando la segunda vía expresa más importante de la ciudad. Une la región de Interlagos (un barrio en la zona sur, importante por quedar entre dos "lagos", la represa Guarapiranga y la represa Billings) con la región del Complejo Vial Heroes de 1932, en el ingreso a la Rodovia Castelo Branco. Ella da acceso a las rodovias Imigrantes y Anchieta por medio de la Avenida dos Bandeirantes y, debido a ello, recibe en su trayecto gran cantidad de camiones que llegan desde el interior del país hacia el puerto de Santos.
Una de las principales vías de la ciudad de São Paulo, la Marginal Pinheiros fue inicialmente creada en 1920. El responsable del proyecto fue el ingeniero Francisco Saturnino de Brito, un importante sanitarista brasileño que falleció en 1929. Recién en 1930, bajo la tutela del entonces ingeniero Francisco Prestes Maia, surgió el proyecto de avenidas que tenía como objetivo la creación de largas avenidas al lado de las márgenes de los rís y la canalización de los mismos. En 1950, el estadounidense Robert Moses reforzó el proyecto idealizado por Prestes Maia y, en 1970, se iniciaron los trabajos de construcción.
Actualmente, la avenida atraviesa un importante cambio en su perfil con la construcción de varios rascacielos a lo largo de la misma debido a la gran especulación inmobiliaria, además de proyectos de arborización en las márgenes del río Pinheiros.